# Пробкоутворення
Пробкоутворення, коркоутворення (рос. пробкообразование; англ. plugging, clogging; нім. Stopfenbildung f) — накопичення на вибої видобувної свердловини піщано-глинистих порід внаслідок їх нестійкості, а також газових гідратів, яке утруднює приплив нафти (газу) з пласта. Інтенсивність П. може бути в багатьох випадках зменшена встановленням спеціального фільтра проти продуктивного пласта, застосуванням різних цементувальних речовин, встановленням оптимального режиму роботи свердловини.

## Приклади пробок

### ПРОБКА ГІДРАТНА
Див. також Пробки і відклади газових гідратів
ПРОБКА ГІДРАТНА (рос. пробка гидратная; англ. hydrate block,; нім. Hydratstopfen m) — накопичення газогідратів у трубопроводі або у свердловині. Син. — гідратний корок.
ПРОБКА ГІДРАТНА — елемент (кристалогідрат), який закупорює трубопровід (шлейф), утворений з молекул газу та води, за певних умов, який своїм виглядом нагадує сніг або лід.

### ПРОБКА ПІЩАНА

Рис. 1. Схема свердловини з піщаною пробкою на вибої
h, h_{пр} – товщина пласта і висота пробки; k, k_{пр} – проникність пласта і пробки

ПРОБКА ПІЩАНА (рос. пробка песчаная; англ. sand bridge; нім. Sandpfropfen m) — накопичення (осад) частинок гірських порід (піску) на вибої свердловини (вибійна пробка) або у стовбурі (висяча пробка).
В процесі експлуатації деформація слабостійких порід призводить до руйнування привибійної зони. При швидкостях потоку газу, що не забезпечують винесення частинок породи на поверхню, утворюється піщана пробка (рис. 1), яка суттєво впливає на встановлений технологічний режим експлуатації. Піщано-рідинні пробки можуть утворюватись і при експлуатації стійких колекторів, де не відбувається руйнування привибійної зони при встановлених депресіях. Наявність пробки в цих випадках пов’язана з проникненням промивальної рідини в продуктивний пласт при бурінні, конструкцією свердловин, розподілом дебіту в інтервалі перфорації, вмістом рідких компонентів у продукції свердловин, подачею інгібіторів тощо.
При правильному виборі технологічного режиму експлуатації з урахуванням характеристики пласта і свердловини можна уникнути утворення значних піщаних пробок або стовпа рідини при найнесприятливіших умовах і, навпаки, при неоптимальних режимах в найстійкіших колекторах можна створити умови для утворення стовпа рідини або пробки в стовбурі свердловини (рис. 1). В умовах розробки можна забезпечити режим експлуатації без утворення піщаної пробки шляхом збільшення депресії при наявності колекторів, які не руйнуються.
Запобігти утворенню піщаного корка можна використанням спеціальних хвостовиків, які являють собою насосно-компресорні труби меншого, ніж підйомник, діаметра, що спускаються до нижніх перфораційних отворів. Швидкість руху флюїду у хвостовику має бути більшою за швидкість осадження піщинок.

### Ліквідація піщаних корків
При утворенні піщаних корків засобом їх руйнування та винесення є промивання з використанням гідромоніторних насадок. Ефективними для видалення піщаних корків є струминні насоси. Також для видалення піщаних корків застосовують гідробури і желонки. Експлуатація піскоутворювальних свердловин, як правило, потребує періодичного очищення.
Як промивну рідину використовують нафту, воду (оброблену ПАР), глинистий розчин, аеровану рідину, піну, густини яких узгоджені з пластовим тиском.
Промивання ґрунтується на використанні енергії струменя закачуваної рідини для руйнування піщаного корка і винесення піщинок на поверхню. При цьому може застосовуватись пряме, зворотне, комбіноване та неперервне промивання. При прямому промиванні рідину закачують в НКТ, а винесення піску проходить по затрубному простору. При зворотному промиванні рідину закачують в затрубний простір, а винесення піску проходить через НКТ. При прямому промиванні струмінь рідини, виходячи з НКТ, краще розмиває корок. Для кращого розмивання корка на кінці НКТ встановлюють спеціальні наконечники (косо зрізану трубу, насадку, фрезу тощо). Швидкість висхідного потоку при прямому промиванні менша, ніж при зворотному. Тому при комбінованому промиванні розмивання корка виконують закачуванням рідини в НКТ, а для винесення піску періодично переходять на зворотне промивання.
При промиванні НКТ підвішують на вертлюзі бурової установки, а рідина подається через промивальний шланг.
При зворотному промиванні гирло свердловини герметизують промивальною головкою (сальником).
При неперервному прямому промиванні використовують промивальну головку, за допомогою якої нарощують труби майже без припинення закачування рідини.
Використовуючи струминний насос, промивання можна здійснювати без створення протитиску на пласт. Для ліквідації піщаних корків використовують також гідробур, який опускають у свердловину на канаті. Гідробуром діють по поверхні корка, при цьому долото розпушує корок, а плунжер поршневого насоса гідробура засмоктує рідину з піском з-під долота. Пісок відокремлюється в сепараторі і надходить у накопичувальну ємність, а рідина  під плунжер насоса. Аналогічно очищують вибій від сипких піщаних корків желонкою.

### Псевдозріджені пробки
Крім нерухомої структури на вибої пробки можуть утворюватися і в стовбурі свердловини у вигляді псевдозрідженого шару. Розміри цього шару залежать від розмірів твердих частинок, властивостей флюїду і швидкості потоку газу. Залежно від цих параметрів існує певна швидкість, при якій нерухомий шар пробки починає переходити в псевдозріджений стан. При цьому ступінь розширення шару зменшується при збільшенні газоконденсатного фактора. Вплив псевдозрідженого шару менший, ніж нерухомої пробки, але при швидкості потоку меншій від швидкості виносу цей шар після зупинки свердловини осідає на вибій і призводить до падіння продуктивності при подальшій експлуатації.

## Засоби та методи боротьби з піскопроявами свердловин
На початку ХХІ ст. у нафтогазопромисловій практиці для боротьби з виносом піску зі свердловин застосовують, зокрема, механічні та хімічні методи.
Механічні методи запобігання руйнуванню продуктивного пласта ґрунтуються на екрануванні зони руйнування за рахунок встановлення у свердловині різного роду фільтрів або їх утворення у привибійній зоні шляхом намивання. 
Хімічні методи ґрунтуються на закачуванні у продуктивний пласт хімічних реагентів, що володіють цементуючими властивостями, при цьому відбувається штучне закріплення пухких пісків у привибійній зоні.
Механічні методи доцільно використовувати у таких випадках:
 свердловини мають дуже щільну перфорацію;
 колектор переважно складений глинизованими пісками;
 колона по всьому продуктивному інтервалу або поблизу нього перебуває в поганому стані;
 неякісне цементування колони;
 невисокі вибійні тиски;
 незначні залишкові запаси природних вуглеводнів, і як наслідок недоцільність застосування хімічних методів кріплення.
Хімічні методи доцільно використовувати у наступних випадках:
 невеликий інтервал перфорації (не перевищує 3 м);
 відсутність умов винесення піску з наявністю каверн або зон глибокого роздренування пластів;
 свердловина розташована в зоні обмеженого виносу піску;
 пісок добре відсортований з гарною вертикальною проникністю.
На підставі зарубіжного і вітчизняного досвіду застосування методів запобігання та боротьби з винесенням піску з видобувних свердловин встановлено, що ефективність таких робіт набагато вища на газових свердловинах порівняно з нафтовими